# Musée des modèles réduits
Pour l’article homonyme, voir Musée de modèles réduits (Varces-Allières-et-Risset).
Le Musée des modèles réduits est un musée français situé dans la ville de La Rochelle, en Charente-Maritime.
C'est un des plus importants musées de ce type au niveau régional, autant par sa surface d'exposition que par le nombre des objets exposés et des animations en place. Il est l'un des musées les plus visités de La Rochelle, ville touristique de la côte Atlantique de France.

## Histoire
Le Musée des modèles réduits provient de l'assemblage de différents objets issus d'une entreprise créée en 1959 et qui réalisait des décors pour des expositions à thèmes.
Créé en 1987 et implanté dans le quartier moderne des Minimes à La Rochelle entre le Vieux-Port de La Rochelle et le port de plaisance, ce musée constitué entièrement de collections privées, s'étend sur une surface totale de 800 m2. Il constitue le plus grand espace muséographique régional spécialisé dans la thématique du jouet et du modèle réduit.
Les autres petits musées ludiques du département souffrent cependant d'une ouverture saisonnière, généralement à la belle saison. Le Musée des modèles réduits demeure malgré tout complémentaire de ces petits musées qui ont une thématique identique à la sienne mais présentée de manière différente. Ainsi en est-il du Musée du jouet ancien d'Échillais, aux portes de Rochefort, ou du Musée Atlantrain de Saint-Just-Luzac, près de Marennes. Ces musées, loin d'être concurrentiels, se complètent entre eux.
Ouvert toute l'année et ayant acquis une renommée régionale au travers de nombreuses promotions, ce musée reçoit avec le musée jumeau du Musée des automates, situé juste à côté, 50 000 visiteurs en moyenne annuelle.
Il est démoli en 2023 pour laisser place à des logements . Les collections devraient déménager 

## Collections
Au travers de maquettes et modèles réduits et d'une animation variée, le musée présente entre autres :
- L'automobile (Rolls Royce Torpédo Fantôme 2).
- L'histoire de la navigation (salle des maquettes navales, reconstitution sonore et visuelle d'une bataille navale).
- Le chemin de fer (circuits ferroviaires dont un à l'extérieur du musée, célèbre maquette de la gare de La Rochelle).

### Photos

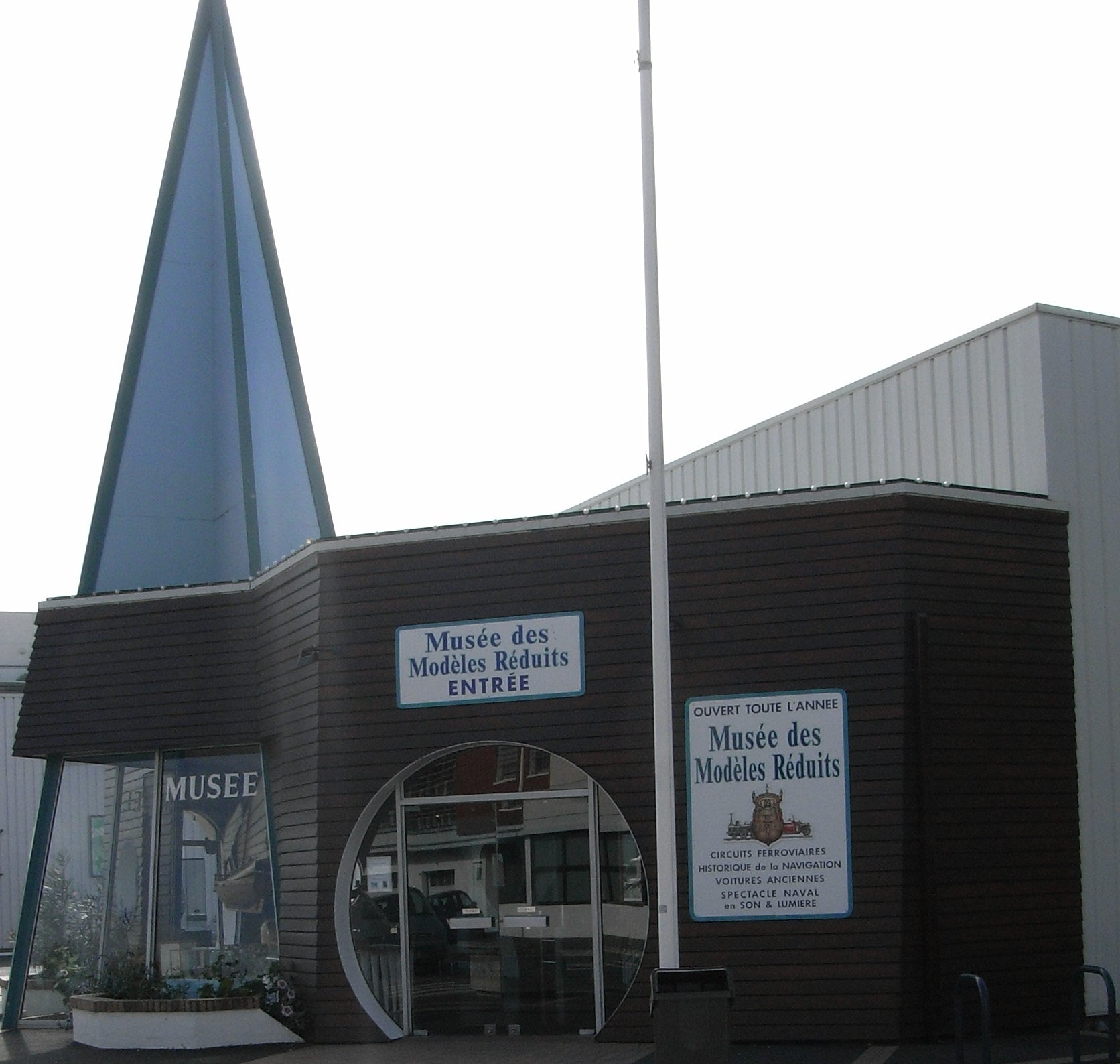
Entrée du musée
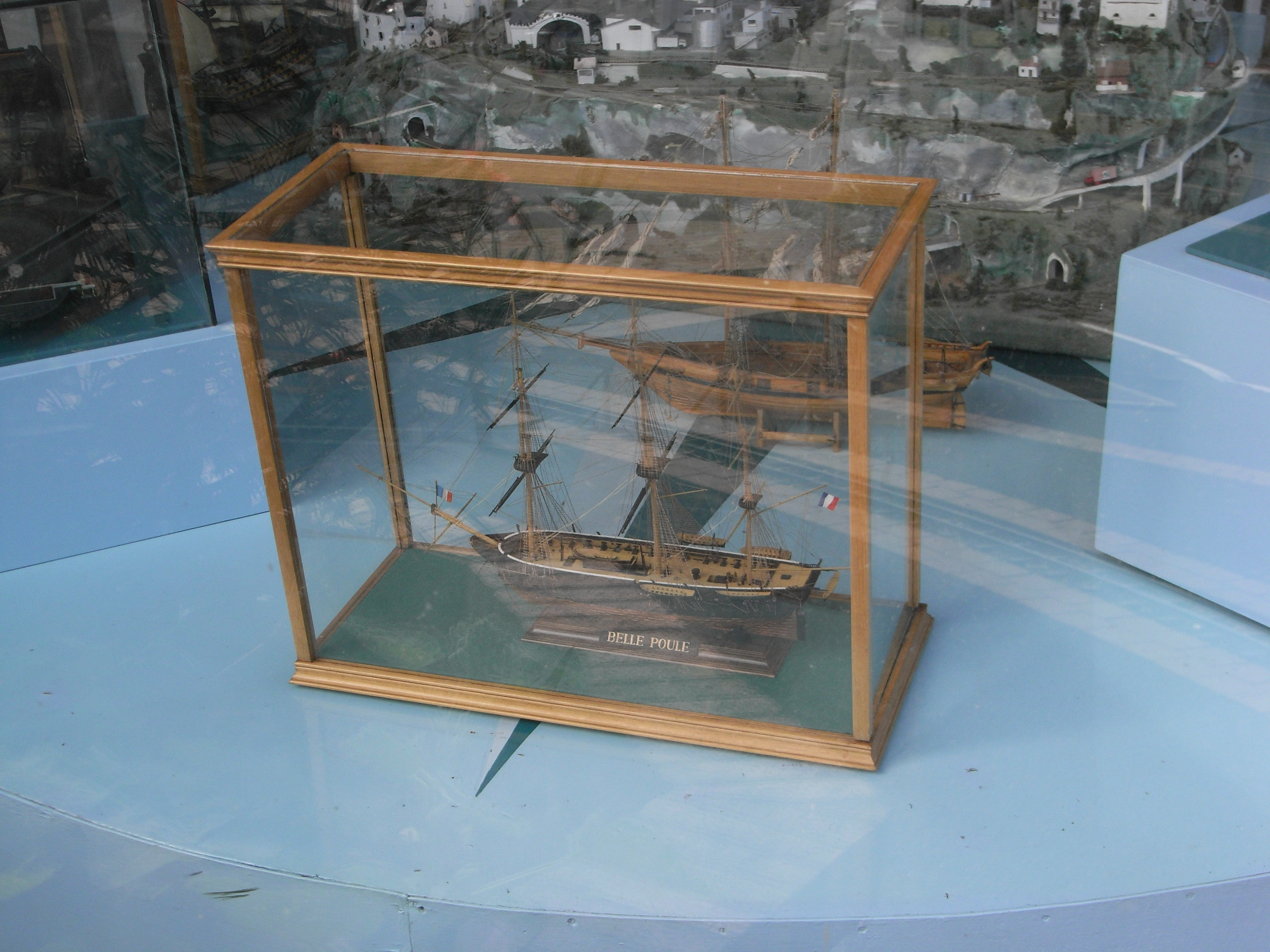
Bateau de la "Belle poule"
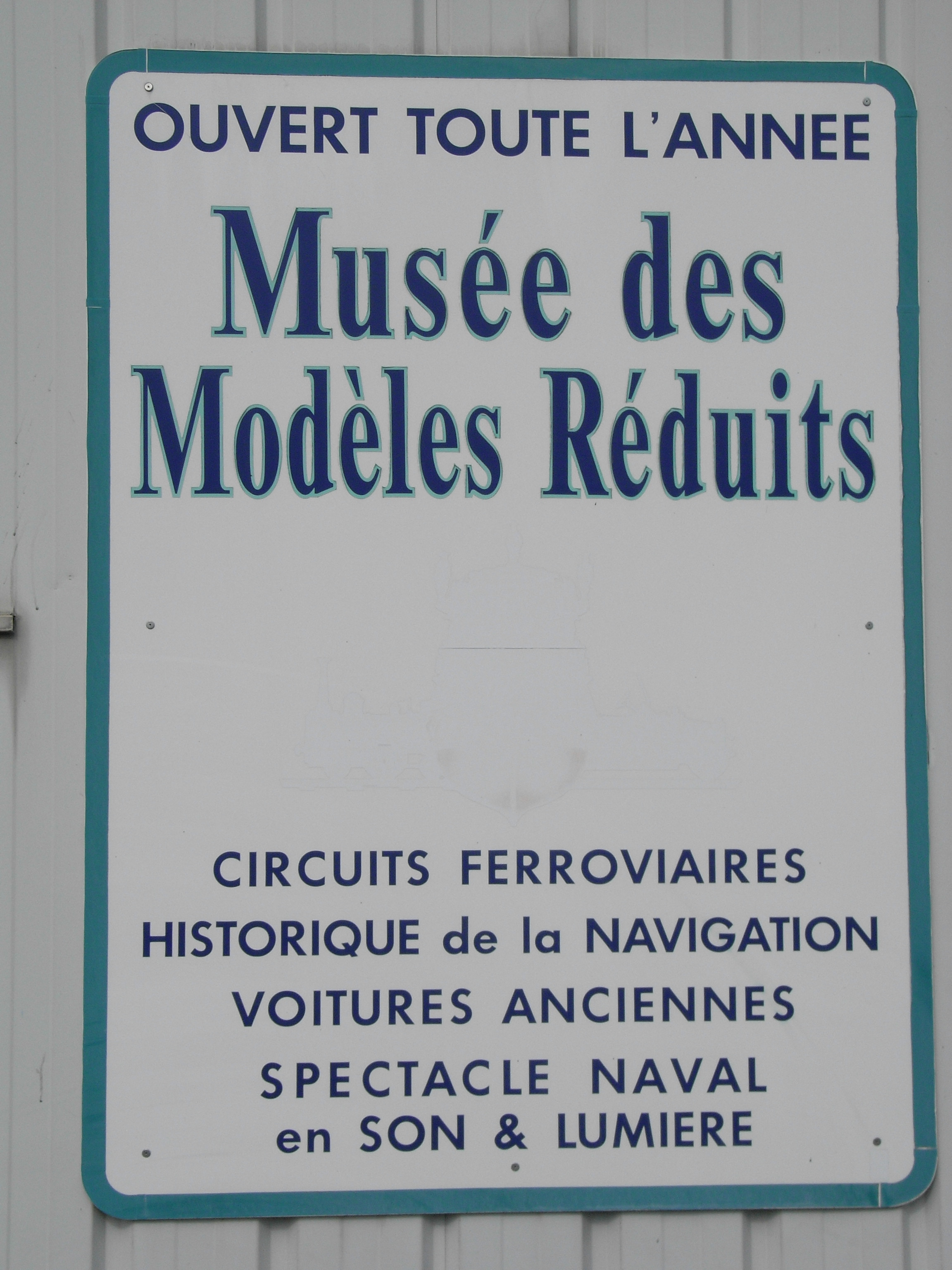
Programme